# Weatherford (Texas)
Weatherford város az USA Texas államában. Lakosainak száma 30 854 fő (2020. április 1.).

## Népesség
A település népességének változása:

| 2010 | 25 250 |
| 2020 | 30 854 |